# The Beautiful Snow
The Beautiful Snow è un cortometraggio muto del 1910. Il nome del regista non viene riportato nei credit del film.

## Trama
Pop, al suo risveglio vede che durante la notte la neve ha imbiancato strada e giardino. Inspirando con entusiasmo l'aria fredda e frizzante, si prepara ad uscire. La prima doccia gelata che comincia a raffreddare il suo entusiasmo è una scivolata nel portico che lo porta a indolenzirsi il posteriore nella rovinosa caduta. In strada, è preso di mira da alcuni ragazzi durante una battaglia a palle di neve. Ma il bello deve ancora venire con una gara di slitte improvvisate che piombano giù dalla discesa, centrandolo in pieno.

## Produzione
Il film fu prodotto dalla Vitagraph Company of America.

## Distribuzione
Distribuito dalla Vitagraph Company of America, il film - un cortometraggio di 130 metri - uscì nelle sale cinematografiche statunitensi il 1º marzo 1910. Nelle proiezioni, veniva programmato con il sistema dello split reel, accorpato in un'unica bobina con un altro cortometraggio prodotto dalla Vitagraph, il documentario The History of a Sardine Sandwich.